# Pol-e Chomri
Pol-e Chomri (oder Puli Khumri, Paschto/persisch پل خمری, DMG pul-i ḫumrī) ist eine Stadt im nördlichen Afghanistan.
Sie ist die Hauptstadt der Provinz Baglan. Die Volkszählung von 1979 ergab die Zahl von 31.101 Einwohnern. Nach amtlichen Schätzungen hatte sie im Jahr 2022 eine Bevölkerung von 129.710. Damit ist sie die siebtgrößte Stadt in Afghanistan.
Pol-e Chomri liegt in einer landwirtschaftlich gut nutzbaren Flussaue. In der Stadt befindet sich eine mit sowjetischer Hilfe errichtete Zementfabrik. Etwa 12 km nördlich liegt die Ausgrabungsstätte Surkh Kotal.
In Pol-e Chomri befand sich von Oktober 2006 bis März 2013 ein Provincial Reconstruction Team der ISAF unter der Leitung ungarischer Streitkräfte.
In der Nähe der Stadt waren seit dem Sommer 2010 am Observation Post North Kampftruppen in Bataillonsstärke (etwa 600 Mann) der Bundeswehr stationiert. Von dort aus erfolgte die Überwachung der Fernstraßen von Kabul nach Masar-e Scharif beziehungsweise Kundus. Dabei fielen zehn Soldaten. Im Februar 2013 begann der Rückzug aus dem Stützpunkt.
Im August 2021 nahmen die Taliban die Stadt unter ihre Kontrolle.